# 中村耕一郎

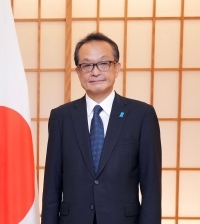
外務省より公表された肖像

中村 耕一郎（なかむら こういちろう、1964年8月16日 - ）は、日本の外交官。在エストニア日本国大使（2024年 - ）。東京都出身。

## 略歴
- 1987年3月　東京大学法学部卒業
- 1987年4月　外務省入省
- 1991年6月　在ソ連邦日本国大使館二等書記官（～1993年）
- 1999年8月　東京大学大学院法学政治学研究科比較法政国際センター 客員助教授（～2001年7月）[4]
- 2002年9月　在アメリカ合衆国日本国大使館 一等書記官
- 2004年1月　在アメリカ合衆国日本国大使館 参事官
- 2004年8月　在ロシア日本国大使館 参事官
- 2008年1月
  - 内閣官房内閣参事官（内閣官房副長官補付）（～2010年8月）
  - 内閣官房拉致問題対策本部事務局総合調整室副室長兼内閣府事務官大臣官房参事官大臣官房拉致被害者等支援担当室副室長
- 2008年8月　内閣官房拉致問題対策本部事務局政策企画室長
- 2009年10月　内閣官房拉致問題対策本部事務局政策調整室長
- 2010年8月　国際情報統括官付国際情報官（第四国際情報官室担当）
- 2012年9月　大臣官房情報通信課長
- 2013年8月　内閣官房内閣参事官（内閣情報調査室）内閣情報分析官
- 2016年7月　在トルコ日本国大使館 公使
- 2018年12月　在ウラジオストク日本国総領事館 総領事
- 2021年9月　内閣官房内閣情報調査室内閣衛星情報センター分析部長
- 2024年9月　特命全権大使 エストニア国駐箚

## 著作
- 『国際「合意」論序説: 法的拘束力を有しない国際「合意」について』(現代国際法叢書)　東信堂　2002年10月
  - ISBN 978-4887134591
- 「日本の安全保障法制の検討-最近の諸立法に共通する原則と限界」山口厚, 中谷和弘 編『安全保障と国際犯罪(融ける境超える法 2)』　東京大学出版会　2005年9月
  - ISBN 978-4130350426

## 同期
- 阿部康次（22年：駐マダガスカル大使（コモロ兼轄）、19年：フランス公使）
- 飯島俊郎（19年：宮内庁式部副長、18年：経済局審議官、16年：総合外交政策局参事官）
- 伊澤修（22年：セネガル大使）
- 石塚英樹（23年：ジョージア大使）
- 植野篤志（22年：カンボジア大使、20年：国際協力局長）
- 岡野正敬（23年：外務事務次官、22年：内閣官房副長官補、21年：総合外交政策局長、19年：国際法局長）
- 小和田雅子（皇后雅子）（19年：立后、93年：皇太子妃冊立）
- 紀谷昌彦（22年：ASEAN大使、19年：シドニー総領事、17年：政策立案参事官、15年：南スーダン大使）
- 志野光子（24年：ドイツ大使、22年：国際連合日本政府代表部特命全権大使、21年：儀典長）
- 柴田裕憲（23年：エチオピア大使、20年国際協力機構理事）
- 高橋克彦（21年：マレーシア大使、19年：中東アフリカ局長）
- 塚田玉樹（23年：イラン大使、20年：米国特命全権公使、19年：地球規模課題審議官）
- 津川貴久（23年：農畜産業振興機構理事、20年：ベナン大使）
- 中川弘一（22年：在コルカタ総領事）
- 中川勉（23年：アフリカ連合代表部大使、21年：出入国在留管理庁審議官、18年：デトロイト総領事）
- 中田昌宏（22年：スイス公使）
- 中村和人（22年：ニカラグア大使）
- 早川修（24年：ドミニカ共和国大使、22年：立命館アジア太平洋大学教授）
- 樋口義広（19年：マダガスカル大使）
- 松浦博司（24年：ケニア大使、20年：イギリス公使）
- 松田弥生（05年：弁護士）
- 丸山浩平（22年：在バンクーバー総領事、19年在釜山総領事）
- 本清耕造（24年：メキシコ大使、21年：在ジュネーブ国際機関日本政府代表部次席常駐代表、20年：軍縮不拡散・科学部長）
- 山内弘志（22年：アルゼンチン大使、21年：国際情報統括官）